# Prez-sous-Lafauche
Prez-sous-Lafauche è un comune francese di 353 abitanti situato nel dipartimento dell'Alta Marna nella regione del Grand Est.

## Società

### Evoluzione demografica
Abitanti censiti